# Edward Hull
Edward Hull (* 21. Mai 1829 in Antrim (Stadt); † 18. Oktober 1917) war ein irischer Geologe.
Hull studierte am Trinity College in Dublin mit dem Bachelor-Abschluss und einem Ingenieursdiplom. Er begann sich nach Kontakten mit Thomas Oldham für Geologie zu interessieren und kam über Oldham 1850 zum britischen Geological Survey, wobei er zunächst unter Joseph Beete Jukes in Nord-Wales kartierte. Später kartierte er unter anderem in den Kohlegebieten von Lancashire. 1867/68 war er beim Geological Survey of Scotland als stellvertretender Leiter, war in Glasgow stationiert und kartierte das Kohlerevier am Clyde. 1883 leitete er für den Palestine Exploration Fund eine Expedition nach Jordanien und Palästina. Er wurde 1869 Direktor des Geological Survey of Ireland als Nachfolger von Jukes (wobei er eine geologische Karte von Irland im Maßstab 1 Inch = 8 Meilen erstellte) und ging 1890 in den Ruhestand. Danach lebte er in London. Hull war auch Professor am Royal College of Science in Dublin.
Von 1901 bis 1905 war er Mitglied der Coal Commission.
Er war Fellow der Royal Society (1867) und der Geological Society of London und Präsident der Royal Geological Society of Ireland (1873). 1890 erhielt er die Murchison-Medaille. Seit 1958 trägt der Hull Point seinen Namen, eine Landspitze von King George Island im Archipel der Südlichen Shetlandinseln.

## Schriften (Auswahl)
- The Coal-Fields of Great Britain: Their History, Structure, and Resources. With Notices of the Coal-Fields of Other Parts of the World. Second Edition. Edward Stanford, London 1861 Archive
- The Triassic and Permian rocks of the Midland Counties of England. Longmans, Green, and Co., London 1869 Archive
- A Treatise on the Building and Ornamental Stones of Great Britain and Foreign Countries. MacMillan and Co., London 1872 Archive
- mit John Roche Dakyns, Richard Hill Tiddeman, James Clifton Ward, William Gunn, Charles Eugene De Rance und Robert Etheridge: The Geology of the Burnley Coalfield and of the Country around Clitheroe, Blackburn, Preston, Chorley, Haslingden, and Todmorden. Printed for H. M. Stationery Office, London 1875 Archive
- Palaeo-geological and geographical maps of the British Islands and the adjoining parts of the Continent, Dublin, um 1877
- The Physical Geology and Geography of Ireland. London, Dublin 1878. Archive
- Geological history: being the natural history of the earth and of its pre-human inhabitants, Philadelphia: Lippincott 1887
- Mount Seir, Sinai, and Western Palestine. Being a narrative of a scientific expedition. The Committee of the Palestine Exploration Fund, Alexander P. Watt, London 1889 Archive
- The Survey of Western Palestine. Memoir on the Physical Geology and Geography of Arabia Petraea, Palestine, and Adjoining Districts. The Committee of the Palestine Exploration Fund, London 1886 Archive
- Volcanoes: Past and Present. Walter Scott, London 1892, Archive
- Contributions to the Physical History of the British Isles. With a Dissertation on the Origin of Western Europe, and of the Atlantic Ocean. Edward Stanford, London 1882. Archive
- Our Coal Resources at the Close of the Nineteenth Century. London, New York 1897 Archive
- Memoirs of a Strenuous Life, 1910 (Autobiographie)
- Monograph on the Sub-Oceanic Physiography of the North Atlantic Ocean. Edward Stanford, London 1912 Archive